# 3 Dywizja Lekka (III Rzesza)
3 Dywizja Lekka (niem. 3. leichte Division) – niemiecka lekka dywizja pancerna z okresu II wojny światowej

## Historia
Dywizja została sformowana zgodnie z rozkazem z dnia 10 listopada 1938 roku w Chociebużu. 
W trakcie kampanii wrześniowej w 1939 roku walczy w składzie XV Korpusu Armijnego 10 Armii.W dniu 3 września ścigała pododdziały 7 DP, rozwijając natarcie w rejonie Włodowice – Zawiercie – Karczowice. Dnia 4 września wraz z 2 Dywizją Lekką sforsowała Pilicę pod Szczekocinami. 5 września przemieszczała się drogami na Koniecpol – Włoszczowę. 6 września ześrodkowała się w rejonie Daleszyce – Wola Jachowa. 
Od rana 6 września oddziały wydzielone dywizji przemieszczając się z rejonu Daleszyc drogami przez Kielce w kierunku Mniowa zaatakowały z marszu niekompletne jeszcze oddziały 3 DP Leg, a jeden z patroli dywizji zaatakował pododdział I batalionu 165 PP z 36 DP koło mostu na rzece Czarnej pod Sielpią. Zgrupowanie 3 DP, rozwinięte na odcinku Krasna – Luta – Samsonów stawiało opór do południa 6 września, kiedy to zostało zmuszone do wycofania się w kierunku na Odrowąż. Pododdziały 3 DLek, po zepchnięciu polskiego zgrupowania, wycofały się do swoich sił głównych. 
7 września dywizja wzmocniona 15 pułkiem zmot. z 29 Dywizji Piechoty (zmot.), przystąpiła do oskrzydlania południowego zgrupowania Armii Prusy. Ruszyła przez Daleszyce – Łagów – Opatów, skąd wysłała oddział wydzielony, który osiągnął Ostrowiec Świętokrzyski. 8 września dywizja skierowała się z rejonu Opatowa i Ostrowca Świętokrzyskiego w kierunku na Sienno i Lipsko. Przed południem dowódca 3 DLek. wysłał oddział wydzielony w kierunku Iłży i Skaryszewa z zadaniem zablokowania oddziałom polskim dróg ku Wiśle. Tym samym 3 DLek. rozpoczęła walki z oddziałami polskich 3 i 12 Dywizji Piechoty (Bitwa pod Iłżą). 
Po zakończeniu walk w Polsce, powróciła do Chociebuża, gdzie na podstawie rozkazu z dnia 16 października 1939 roku została przekształcona w 8 Dywizję Pancerną.

## Dowódca
- gen. mjr Adolf Kuntzen (1938 – 1939)

## Skład
- 8 pułk strzelców kawalerii (Kavallerie-Schützen-Regiment 8)
- 9 pułk strzelców kawalerii (Kavallerie-Schützen-Regiment 9)
- 8 pułk rozpoznawczy (Aufklärungs-Regiment 8)
- 67 batalion pancerny (Panzer-Abteilung 67)
- 80 pułk artylerii (Artillerie-Regiment 80)
- 43 batalion przeciwpancerny (Panzerabwehr-Abteilung 43)
- 59 batalion pionierów (Pionier-Bataillon 59)
- 84 dywizyjny batalion łączności (Divisions-Nachrichten-Abteilung 84)